# 马蒂·哈尔尤
马蒂·哈尔尤（芬蘭語：Matti Harju，1943年7月14日—），芬兰前男子冰球运动员，场上位置是前锋。他曾代表芬兰国家队参加1968年冬季奥林匹克运动会冰球比赛，获得第5名。